# Josh Holloway
Josh Holloway, właśc. Joshua Lee Holloway (ur. 20 lipca 1969 w San Jose, w Kalifornii) – amerykański aktor telewizyjny i filmowy. Występował w roli Sawyera w serialu Zagubieni.

## Życiorys

### Wczesne lata
Urodził się w rodzinie mieszkającej w Północnej Kalifornii, w okolicy Doliny Krzemowej jako drugi syn pielęgniarki i geodety. Jest pochodzenia holenderskiego i szkockiego. W 1971, kiedy miał dwa lata, jego rodzina przeniosła się do Pasma Błękitnego w stanie Georgia. Dorastał wraz z siostrą i trojgiem braci we Free Home, w stanie Georgia. Ukończył Free Home Elementary w hrabstwie Cherokee i Cherokee High School w Canton. Jego pierwszą pracą było zabijanie kur na farmie. Studiował na Uniwersytecie Stanowym Georgia w Athens-Clarke County. Odniósł sukces jako model podróżujący po Europie i Ameryce Północnej, zanim osiedlił się w Los Angeles.

### Kariera
Pracował jako model dla takich marek jak Dolce & Gabbana, Calvin Klein i Donna Karan. Po raz pierwszy przed kamery telewizyjne trafił jako złodziej plecaka w teledysku zespołu Aerosmith do piosenki „Cryin’” (1993) z Alicią Silverstone i Stephenem Dorffem. Potem pojawił się gościnnie w serialu Warner Bros. Anioł ciemności (Angel, 1999) oraz serialach CBS Strażnik Teksasu (Walker, Texas Ranger, 2001), CSI: Kryminalne zagadki Las Vegas (CSI: Crime Scene Investigation, 2003) i Agenci NCIS (Navy NCIS: Naval Criminal Investigative Service, 2004).
Na kinowym ekranie zadebiutował w roli psychopatycznego porzuconego kochanka w dreszczowcu Kamienne serce (Cold Heart, 2001) u boku Nastassji Kinski i Jeffa Fahey.
Międzynarodowa sława przyszła wraz z telewizyjną kreacją Jamesa „Sawyera” Forda w serialu przygodowym ABC Zagubieni (Lost, 2004-2010), za którą wraz z całą obsadą odebrał nagrodę Gildii Aktorów Ekranowych, zdobył nominację do nagrody Saturna i dwukrotnie był nominowany do nagrody Teen Choice.
Grał w komedii romantycznej Tylko spokojnie (Stay Cool, 2009) z Hilary Duff i filmie sensacyjnym Mission: Impossible – Ghost Protocol (2011). W serialu CBS Intelligence (2014) wystąpił jako Gabriel Vaughn, były żołnierz służb specjalnych, któremu wszczepiono chip nowej generacji, który umożliwia mu podpinanie się do sieci danych.
W 2005 roku znalazł się na liście pięćdziesięciu najpiękniejszych ludzi świata magazynu „People”.

## Życie prywatne
W dniu 1 października 2004 poślubił Indonezyjkę Yessicę Kumalę, z którą zamieszkał na wyspie Oʻahu na Hawajach, gdzie kręcony był serial Zagubieni. Mają dwoje dzieci: córkę Javę Kumalę (ur. 9 kwietnia 2009) i syna Huntera Lee (ur. 2014).

## Filmografia

### Filmy
- 2001: Kamienne serce (Cold Heart) jako Sean
- 2002: Moving August jako Loren Carol
- 2002: Mi Amigo jako Younger Pal
- 2002: My Daughter’s Tears jako Uncredited
- 2002: Tygrys szablozębny (Sabretooth, TV) jako Trent Parks
- 2003: Doctor Benny jako Pheb
- 2006: Just Yell Fire samego siebie
- 2006: Tajemnice bunkra (Secrets From The Hatch) jako Sawyer
- 2007: Zabójczy szept (Whisper) jako Max Truemont
- 2008: Skinner Box jako Jake Hunt
- 2009: Tylko spokojnie (Stay Cool) jako Wino
- 2009: Lost: On Location
- 2011: Mission: Impossible – Ghost Protocol jako Trevor Hanaway
- 2013: Bitwa roku (Battle of the Year: The Dream Team) jako Jason Blake
- 2014: Sabotaż jako Eddie „Neck” Jordan

### Seriale
- 1999: Anioł ciemności jako dobrze wyglądający facet
- 2001: Strażnik Teksasu jako Ben Wiley
- 2003: CSI: Kryminalne zagadki Las Vegas jako Kenny Richmond
- 2004: Agenci NCIS jako szeryf
- 2004–2010: Zagubieni (Lost) jako James „Sawyer” Ford
- 2011: Community jako
- 2014: Intelligence jako Gabriel Vaughn
- 2016–2018: Colony jako Will Bowman
- 2020: Yellowstone jako Roarke Carter

### Teledyski
- 1993: „Cryin’” – Aerosmith jako złodziej plecaka

### Gry video
- 2007: Command & Conquer 3: Wojny o tyberium – Ajay
- 2008: Lost: Via Domus - Sawyer
- 2012: Dishonored - Corvo Attano